# تومباک

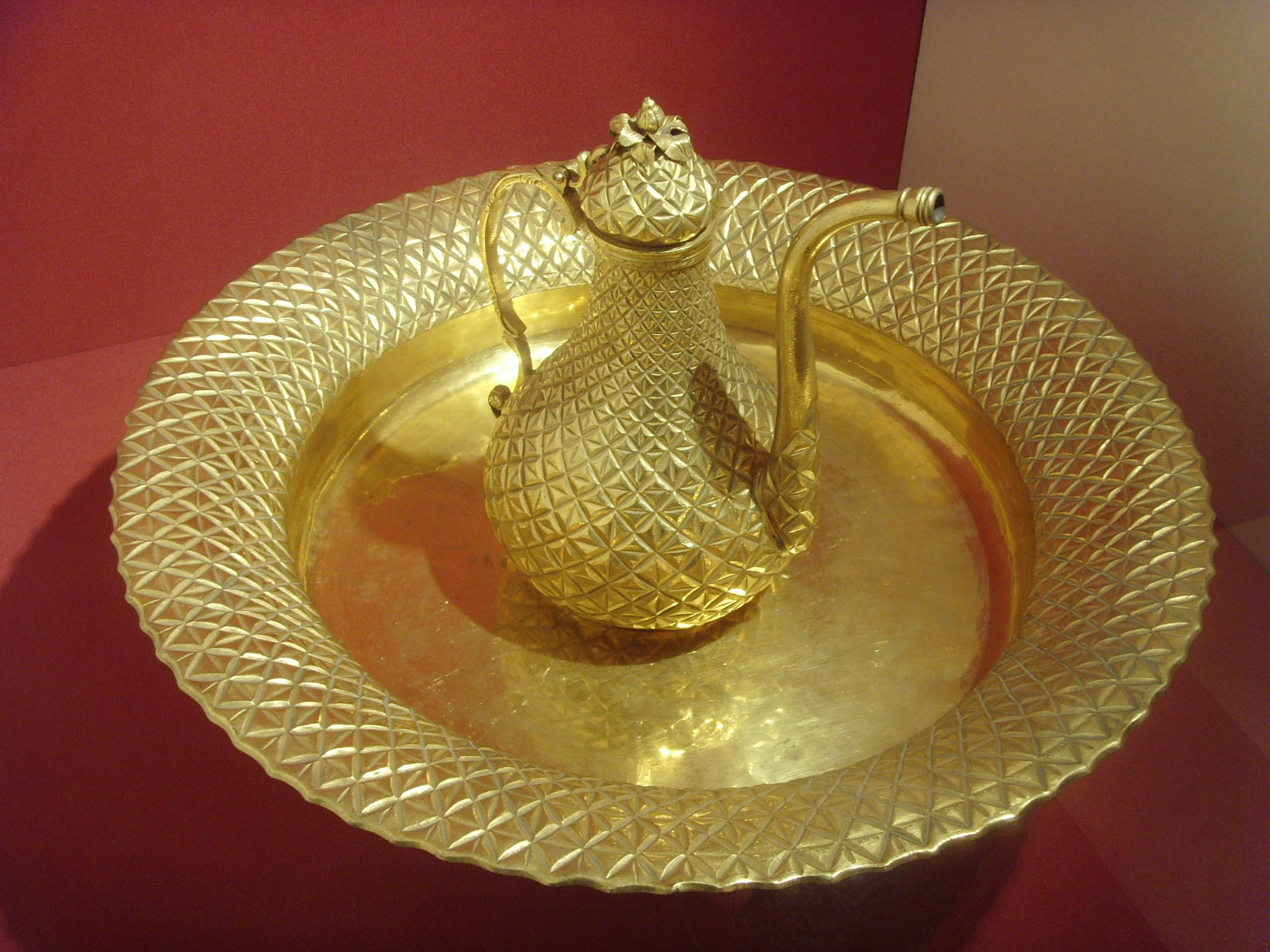
مجموعه قوری و سینی مقبره عثمانی - 1870 - موزه هنرهای ترکی و اسلامی - در سال 1926 از مقبره پرتونهال سلطان به موزه آورده شد.

تومباک یک آلیاژ برنج با محتوای مس بالا و ۵ تا ۲۰ درصد روی است. قلع، سرب یا آرسنیک ممکن است برای تغییر رنگ اضافه شود.تومباک یک آلیاژ چکش خوار ارزان است که عمدتاً برای مدال‌ها، تزئینات و برخی مهمات استفاده می‌شود. در استفاده‌های قدیمی تر، این اصطلاح ممکن است برای آلیاژ برنج با محتوای روی ۲۸ تا ۳۵ درصد به کار رود.

## بررسی لغوی
واژه تومباک از تمباگا، یک کلمه اندونزیایی/مالایی با منشأ جاوه ای به معنای مس گرفته شده‌است. به احتمال زیاد، این اصطلاح به‌طور کلی برای توصیف اقلام برنجی اندونزیایی با مس بالا، از جمله گونگ‌های گاملان استفاده می‌شود. این یکی از معدود کلمات قرضی اندونزیایی است که در انگلیسی یا آلمانی استفاده می‌شود.

## انواع رایج
- CuZn15 مدرن (DIN: CuZn15؛ UNS: C23000؛ BS: CW 502L (CZ 102)؛ ISO: CuZn15) - تومباک با رنگ طلایی، بسیار مناسب برای شکل‌دادن به شکل سرد، مناسب برای پرس، چکش کاری و منبت کاری است.
- CuZn12 مدرن (استاندارد نشده) - ویژگی‌ها و کاربردهای مشابه CuZn15، رنگ کمی متفاوت
- CuZn10 مدرن (DIN: CuZn10؛ UNS: C22000؛ BS: CW 501L (CZ 101؛ ISO: CuZn10) - ویژگی‌ها و کاربردهای مشابه CuZn15 و CuZn12، رنگ قرمز قابل توجه
- تومباک سفید مدرن - CuZn10 که حاوی ۱۰ درصد روی است و مقدار کمی آرسنیک دارد
- مینای مدرن tombac یا ایمیللر tombak - آلیاژی از ۹۵٪ مس و ۵٪ روی، مناسب برای میناکاری، بنابراین نام.

Ure به اشکال زیر تمباک اشاره می‌کند که در زمان انتشار متن (۱۸۵۶) به‌طور گسترده مورد استفاده قرار گرفتند:
آلیاژ قلم زنی
- مس ۸۲ درصد، روی ۱۸ درصد، سرب ۱٫۵ درصد، قلع ۳ درصد
- مس ۸۲٪ روی ۱۸٪ سرب ۳٪ قلع ۱٪
- مس ۸۲٪، روی ۱۸٪، سرب، قلع ۰٫۲٪

«تومباک فرانسوی برای دسته شمشیر»، قلاب و یراق آلات: مس ۸۰٪، روی ۱۷٪، ۳٪ قلع
«آلیاژ زرد پاریس» برای زیورآلات طلایی: مس ۸۵٪، روی ۱۵٪، اثر٪ قلع
تومباک هانوفر: مس ۸۵٫۳ درصد، روی ۱۴٫۷ درصد
کرایسوکالک: مس ۸۶ درصد، روی ۱۴ درصد
"آلیاژ قرمز پاریس": مس ۹۰٪، روی ۷٫۹٪، ۱٫۵٪ سرب
"آلیاژ قرمز وین": مس ۹۷٫۸٪، روی ۲٫۲٪
پیگوت بیان می‌کند که برنج مورد استفاده برای ماشین آلات و لوکوموتیوها در انگلستان از ۷۴٫۵٪ مس، ۲۵٪ روی، و ۰٫۵٪ سرب تشکیل شده‌است که آن را به یک تومباک بر اساس Ure تبدیل می‌کند. تعریف خود پیگوت از تومباک در بهترین حالت مشکل ساز است: «برنج قرمز، یا همان‌طور که برخی آن را تومباک می‌نامند، دارای برتری زیادی از مس است، از ۵ اونس روی تا ۱/۴ اونس روی تا پوند [مس]. ]."

### رفتار
تومباک‌های معمولی، به راحتی آنیل شده ولی به سختی نورد می‌شوند.

## کاربرد

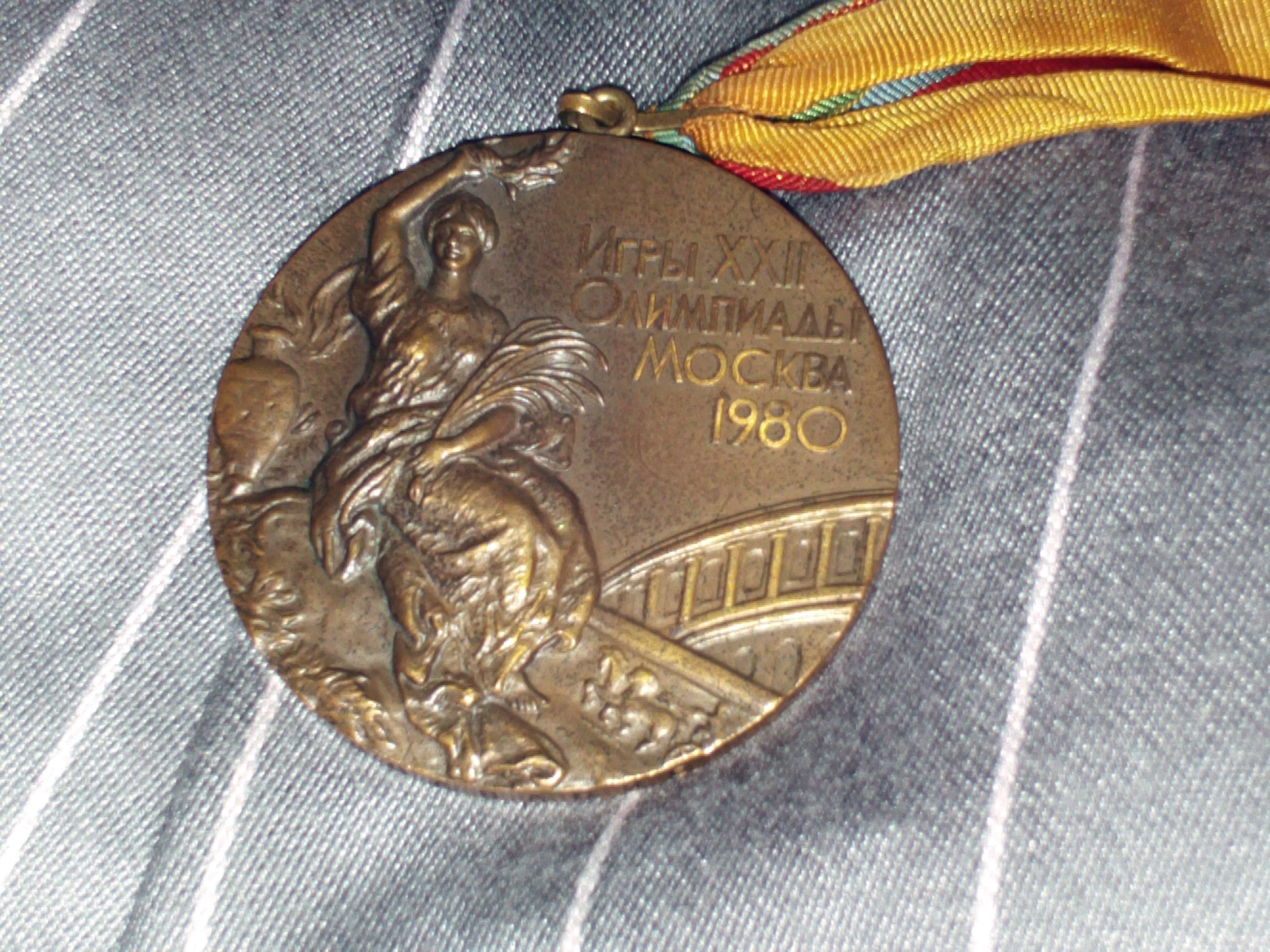
A "bronze" medal (actually tombac) from the 1980 Summer Olympics

یک مدال "برنز" (در واقع تومباک) از بازی‌های المپیک تابستانی ۱۹۸۰ تومباک نرم است و کار با دست برای آن آسان است: ابزارهای دستی می‌توانند به راحتی آن را منگنه کنند، برش دهند، مینا کاری کنند، حکاکی کنند، طلاکاری کنند یا حکاکی کنند. درخشندگی آن نسبت به اکثر برنج‌ها یا مس‌ها بیشتر است و به راحتی کدر نمی‌شود. از نظر تاریخی، جاوه ای‌ها از آن به عنوان روکش طلایی مصنوعی برای اشیاء هنری و زیور آلات استفاده می‌کردند.
معمولاً از تومباک در جامعه مدرن در مدال‌ها و جوایز با اهمیت کمتر استفاده می‌شود، مانند مدال خدمت طولانی اولدنبورگ آلمان برای ژاندارمری آنها. Pickelhaube و cuiras ارتش امپراتوری آلمان و پروس در یک زمان از تومباک ساخته شده بود. یونیفرم‌های صحرایی آلمانی، به‌ویژه پروس (که برای تجهیز روسها نیز فروخته می‌شد)، دارای دکمه‌ها و یراق آلات تزئینی از تومباک بود. در حال حاضر، فویل‌های تومباک در هنر و صنایع دستی برای محصولات تزئینی، به ویژه به عنوان یک جایگزین اقتصادی برای ورق طلا بسیار گران‌قیمت استفاده می‌شود. صنعت از فویل تومباک برای گرم کردن استفاده می‌کند. فلز قلم کاری نوعی تومباک است که یکی از متداول‌ترین مواد روکش فلزی برای گلوله‌های تمام فلزی و ژاکت‌دار توخالی است. مدال‌های «برنز» المپیک ۱۹۸۰ در واقع تومباک بود. در طول جنگ جهانی دوم، کانادا در سال‌های ۱۹۴۲ و ۱۹۴۳ قطعات ۵ سنتی (نیکل) را در تومبک ضرب کرد. ارتش آلمان از آن برای برخی مدال‌های جنگی در طول جنگ جهانی دوم استفاده کرد. نیروهای مسلح سوئد یک گلوله خدمات ویژه برای مسلسل کارل گوستاو m/45 با یک جلیقه فولادی روکش شده در اطراف هسته سربی گلوله بارگذاری شده در فشنگ استفاده کردند. زمانی که توپ‌های جنگی می‌توانند به داخل تومبک نفوذ کنند، فولاد در برابر تغییر شکل مقاومت می‌کند و در نتیجه باعث می‌شود فشار گاز بیشتر از m/39 فولاد نرم قبلی افزایش یابد و به گلوله ۶٫۸ گرمی (۱۰۶ دانه ای) ضربه بزند. سرعت گلوله ۴۲۰ متر بر ثانیه (۱۳۷۸ فوت بر ثانیه). آلیاژهای برنج، از جمله تومباک، گهگاه در معماری مانند تزئینات، سقف‌ها یا آبکاری دیوارهای بیرونی استفاده می‌شوند و در برابر خوردگی به خوبی مقاومت می‌کند.

## لینک‌های بیشتر
- National Pollutant Inventory - Copper and compounds fact sheet
- Tombac - DiracDelta Science & Engineering Encyclopedia
- The Line Pickelhaube (Detailed explanation of Pickelhaube and use of Tombak for economic reasons)
- Schlenk German tombak manufacturer